# Lindenberghaven

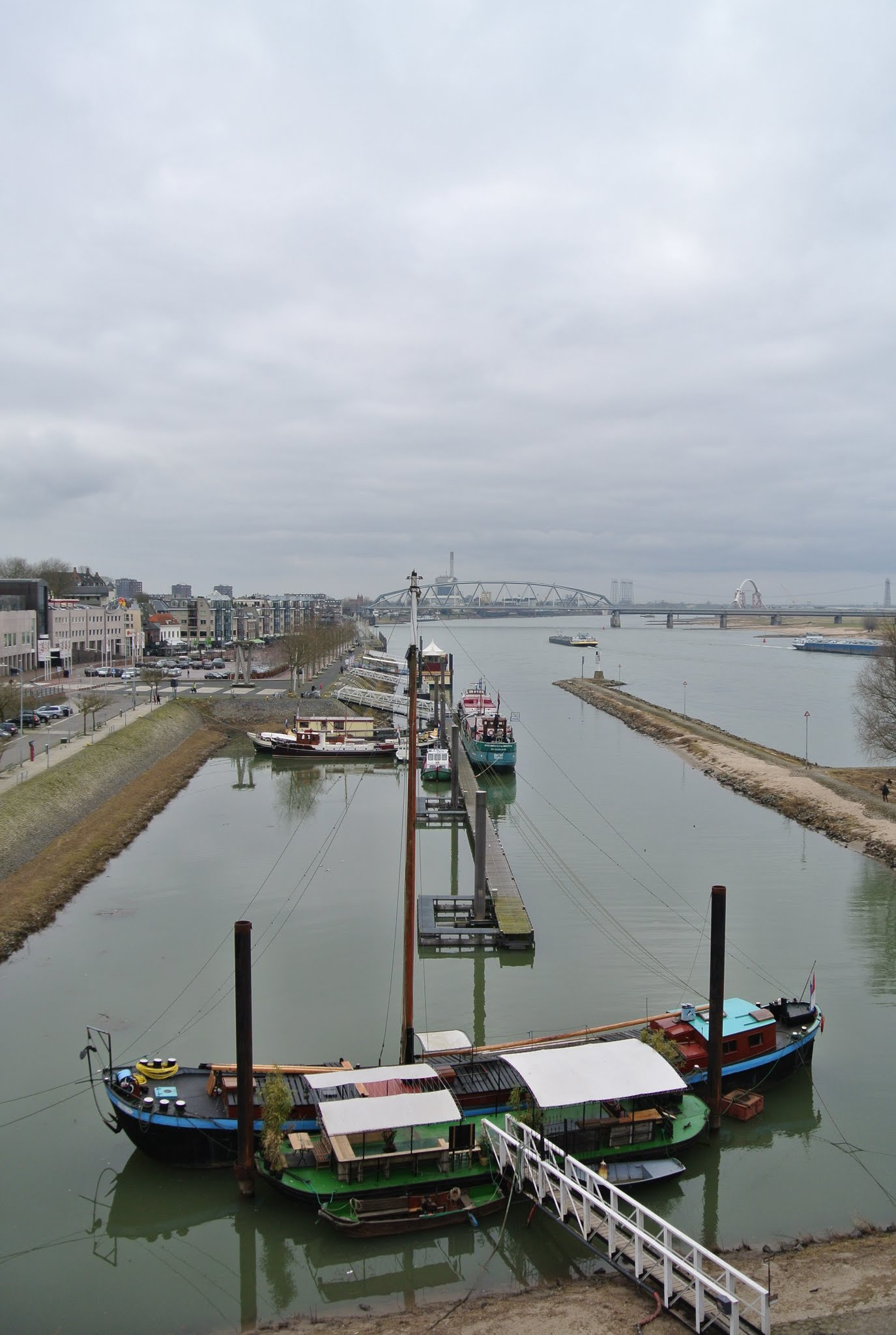
Lindenberghaven

De Lindenberghaven is een passantenhaven in de Nederlandse stad Nijmegen.
De haven ligt aan de Waal bij de Waalbrug en de Waalkade onder het Valkhof. De haven bood ruimte aan ongeveer 50 pleziervaartuigen tot 15 meter en heeft een totale lengte van 200 meter. Er is een steiger van 150 meter. De diepte varieert tussen de 3,85 en 4,50 meter. De haven, die beheerd wordt door de gemeentelijke havendienst, staat ook bekend als vluchthaven, een functie die de haven in 1988 verloor. In 2009 werd de huidige naam formeel vastgesteld. Er zijn plannen om van de haven deels een museumhaven te maken waar historische schepen kunnen afmeren. Bij de Lindenberghaven, deels op het parkeerterrein onder de Waalbrug, vindt sinds 2011 jaarlijks Cultureel Terras De Kaaij plaats.

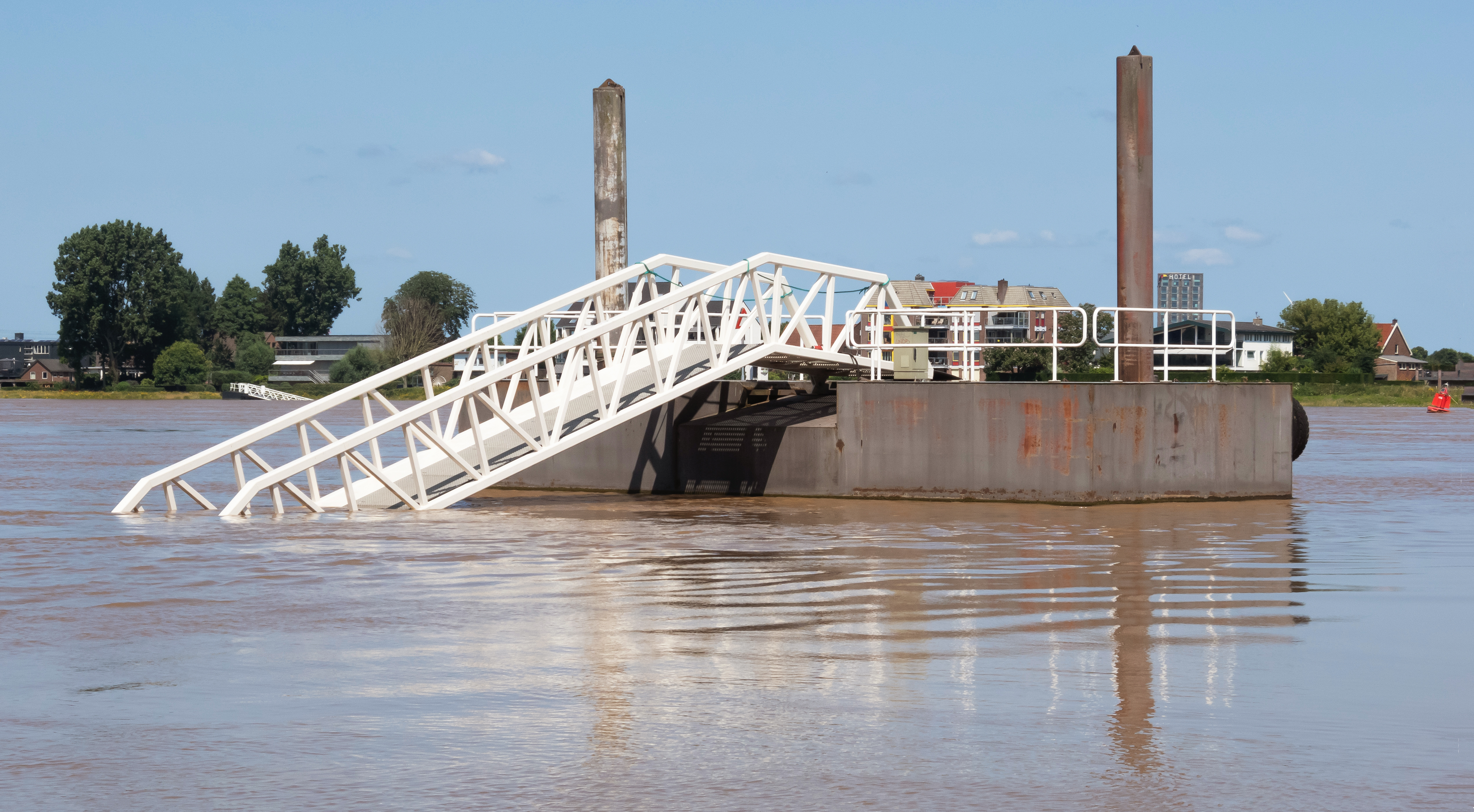
Loopbrug naar schip in de Lindenberg-haven tijdens hoog water in de Waal
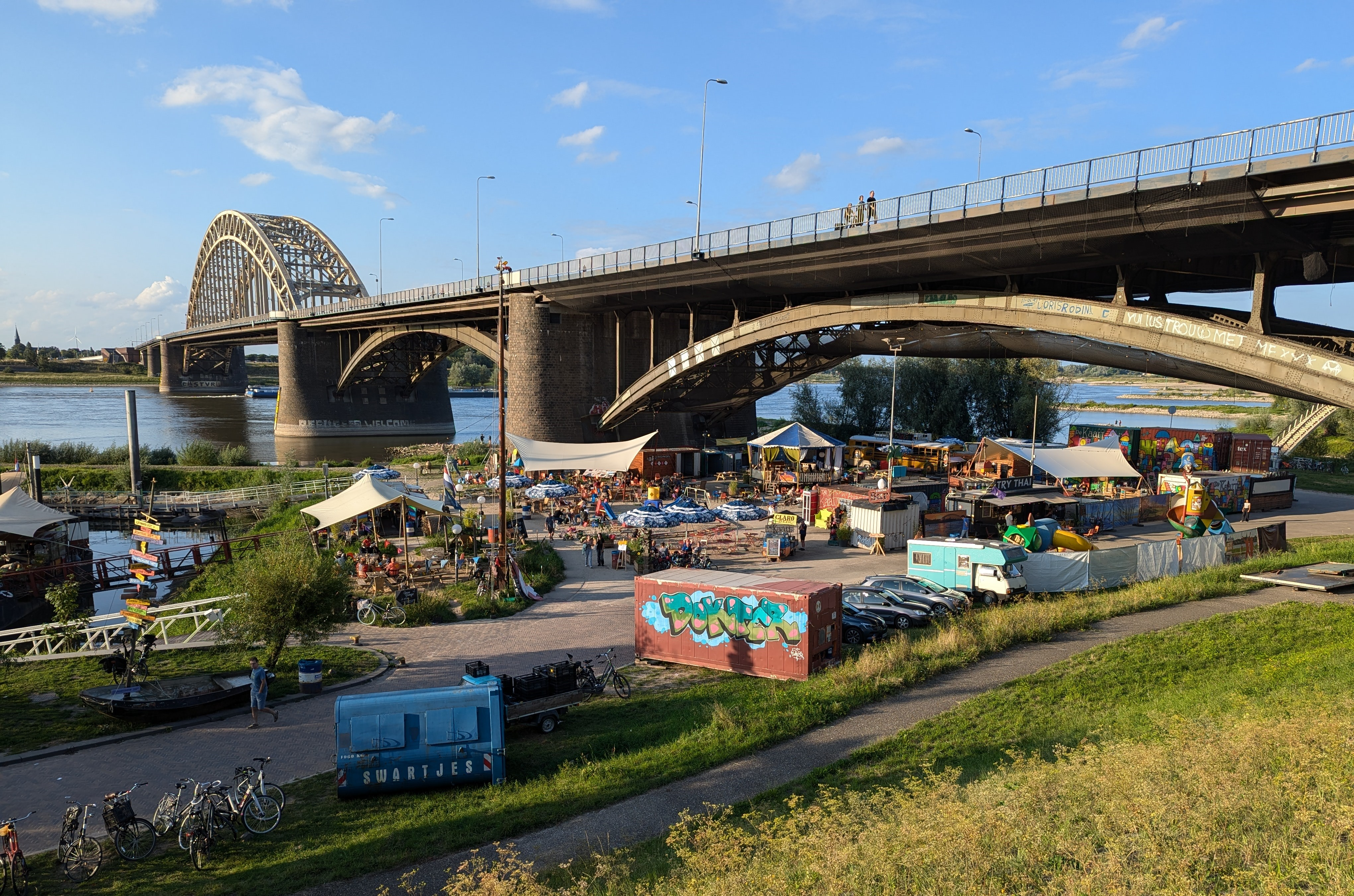
Festival de Kaaij in augustus 2024